# Johnny Brady
Johnny Brady (* Januar 1948 in County Meath) ist ein irischer Politiker und gehörte von 1997 bis 2011 dem Dáil Éireann, dem Unterhaus des irischen Parlaments, an.

## Leben
Johnny Brady war von 1974 bis 2003 Mitglied des Meath County Council. Bei der Wahl zum 28. Dáil Éireann im Jahr 1997 wurde er erstmals im Wahlkreis Meath für die Fianna Fáil in den Dáil gewählt. Bei den Parlamentswahlen 2002 und 2007 erfolgte jeweils seine Wiederwahl. Da der Wahlkreis Meath in die Wahlkreise Meath East und Meath West aufgeteilt worden war, trat Brady 2007 im Wahlkreis Meath West an. Bei der Parlamentswahl 2011 wurde er abgewählt.

## Familie
Johnny Brady ist verheiratet und hat einen Sohn.